# Облеухов, Дмитрий Александрович
Дмитрий Александрович Облеухов (1790—1827) — русский переводчик, философ.

## Биография
Родился 19 (30) сентября 1790 года. Происходил из старинного дворянского рода — сын генерал-майора, правителя Калужского наместничества А. Д. Облеухова, после отставки которого (1796) семья переехала в Москву. Получив прекрасное домашнее образование, Дмитрий Облеухов поступил в Благородный пансион, откуда в мае 1805 года, как лучший ученик особым порядком после экзамена в Совете Московского университета, был произведён в студенты, заслужив внимание и одобрение со стороны попечителя М. Н. Муравьёва. В журнале «Друг просвещения» были опубликованы (1805—1806) первые литературные опыты Облеухова — переводы из Вергилия и Горация.
Ввиду блестящих способностей Облеухова Муравьёв разрешил ему спустя всего полгода учёбы в университете держать экзамен на степень кандидата словесности, которая была 17 января 1806 года Облеухову присвоена. По предложению Муравьёва Облеухов выполнил перевод с французского языка фундаментального учебного курса аббата Шарля Баттё «Начальные правила словесности» (опубликована в 1806—1807 в 4 томах с собственными «прибавлениями» Облеухова, посвящёнными характеристике российских писателей); за эту работу в апреле 1807 года Облеухов получил бриллиантовый перстень от императора Александра I; 27 ноября 1807 года был удостоен степени магистра словесных наук. Возможно, Муравьёв рассчитывал, что Облеухов займёт одну из кафедр Московского университета, но соответствующему представлению помешала ранняя смерть попечителя.
В период 1808—1812 годов Облеухов сблизился с учившимися в университете И. Д. Якушкиным и П. Я Чаадаевым (с которым обсуждал сочинения И. Канта). В 1810 году был зачислен письмоводителем в Канцелярию попечителя Московского университета П. И. Голенищева-Кутузова (на службе показывался не часто). Выдержал экзамены и подготовил диссертацию «О главных основаниях равновесия и движения» (1811), за которую первым в истории Московского университета был удостоен степени доктора физико-математических наук. В 1811 году вошёл в качестве действительного члена в основанное М. Н. Муравьёвым Московское общество математиков, также был избран членом Московского общества истории и древностей Российских.
В 1816 году оставил службу и жил в Москве в собственном доме на Тверской, посвящая досуг научным занятиям (Чаадаев упрекал его тогда: «И с вашими способностями и познаниями не служить отечеству!» — Облеухов же в ответных письмах отстаивал главенство внутренней жизни человека над внешней, воспитания собственных чувств над общественными успехами).
В конце 1810-х — 1-й половине 1820-х гг. Облеухов принадлежал к ближайшему окружению декабристов: среди его друзей были И. Д. Якушкин (жил в доме Облеухова), М. А. Фонвизин, М. И. Муравьёв-Апостол; один из декабристов, А. И. Черкасов, был шурином Облеухова.
Предпринял попытку издавать журнал (1823) «Магазин. Журнал религии, литературы и философии» (не разрешён цензурой). Первым в России перевёл (1826) с английского поэму Дж. Байрона «Манфред» — опубликована его друзьями вскоре после его смерти: «Московский вестник». — 1828. — Ч. VIII. — С. 241—289. Там же был напечатан его «Отрывок из письма о иероглифическом языке»: «Московский вестник». — 1829. — Ч. IV. — С. 105—134. После смерти Облеухова публикацией его отдельных трудов занимался П. Я. Чаадаев.
Умер 13 (25) декабря 1827 года в Москве, похоронен на кладбище московского Данилова монастыря. Спустя три месяца там же была похоронена его мать.
Был женат, имел сына Дмитрия Дмитриевича Облеухова (05.08.1822 — 11.12.1889), статского советника. Став через жену родственником А. П. Елагиной, оказал большое влияние на молодого И. В. Киреевского, который на всю жизнь сохранил к нему самые тёплые чувства.
Его внук, Антон Дмитриевич Облеухов (ок. 1865, Терентьево — 1949, Макарьев). 